# أوكلي جي. كيلي
أوكلي جي. كيلي (بالإنجليزية: Oakley G. Kelly)‏ هو عسكري أمريكي، ولد في 3 ديسمبر 1891 في بنسيلفانيا في الولايات المتحدة، وتوفي في 5 يونيو 1966 في سان دييغو في الولايات المتحدة.